# Annie Leibovitz
Annie Leibovitz (født 2. oktober 1949 i Waterbury Connecticut) er en amerikansk portrætfotograf. Leibovitz har arbejdet for magasiner som Rolling Stone, Vanity Fair og Vogue og er kendt for sin dokumentation af den amerikanske musikscene igennem 1970érne samt sine portrætter af skuespillere og andre kendte.

## Biografi - karriere
Annie Leibovitz blev født i Connecticut i det nordøstlige USA i en familie af russisk - jødisk herkomst. Hendes mor var lærer i moderne dans og faderen løjnant i flyvevåbnet.
I slutningen af 1960´erne studerede hun malerkunst ved San Francisco Art Institute, men intresserede sig mere for fotografiet. I 1970 begyndte hun at arbejde som fotograf på magasinet Rolling Stone og blev i 1973 deres cheffotograf. I løbet af denne periode fotograferede hun de fleste pop- og rockartister i sin generation. Blandt andet fulgte hun The Rolling Stones på deres USA-turné 1975. Leibovitz tog det sidste portræt af John Lennon, den 8. december 1980, samme dag som han blev myrdet.
I 1983 stoppede Leibovitz på magasinet Rolling Stone oog begyndte på Vanity Fair og Vogue. Hendes omslagsbillede på Vanity Fair i august 1991 - et portræt af en gravid og nøgen Demi Moore - afstedkom en mindre skandale. Hun forsatte med at lave omtalte og værdsatte, portrætter, - hendes portrætter af Bruce Springsteen (omslaget til albummet Born in the U.S.A.), Michael Jackson, Sting, kunstneren Christo, skuespillerne Johnny Depp, Nicole Kidman, Bill Gates, dronning Elizabeth II med flere.
| - Galleri - Annie Leibovitz foran portrættet af Demi Moore, 2008 - Annie Leibovitz i High Museum of Art, Atlanta, 2007 - Annie Leibovitz i Madrid, 2009 - Familien Obama i det grønne værelse, Washington, 2009 - Udstilling Pilgrimage i Concord Museum, Massachusetts, 2012 - Selfie med Marco Anelli, 2013 |